# Tallapoosa (Georgia)
Tallapoosa – miasto w Stanach Zjednoczonych, w stanie Georgia, w hrabstwie Haralson.